# Boroviči
Boroviči (in russo Боровичи́?) è una cittadina della Russia europea nordoccidentale (oblast' di Novgorod), situata sulle sponde del fiume Msta, 170 km a est del capoluogo Velikij Novgorod; dipende amministrativamente dall'oblast' di appartenenza ed è capoluogo del distretto omonimo.

## Società

### Evoluzione demografica
Fonte: mojgorod.ru
- 1897: 9.400
- 1939: 41.000
- 1959: 49.500
- 1979: 59.600
- 1989: 63.000
- 2007: 56.700